# Уотсон, Джеймс
Джеймс Дью́и Уо́тсон (англ. James Dewey Watson; род. 6 апреля 1928 года в Чикаго, Иллинойс, США) — американский биолог. Лауреат Нобелевской премии по физиологии и медицине 1962 года — совместно с Фрэнсисом Криком и Морисом Х. Ф. Уилкинсом за открытия, касающиеся молекулярной структуры нуклеиновых кислот и их значения для передачи информации в живых системах.

## Биография

### Ранние годы и образование
Джеймс Д. Уотсон родился в Чикаго 6 апреля 1928 года. Был единственным сыном в семье Джин Митчел и Джеймса Д. Уотсона, бизнесмена, английского эмигранта. Его дедушка по материнской линии Лахлин Митчелл был портным из Глазго, Шотландия, а его бабушка Лиззи Глисон была ребёнком ирландских родителей из округа Типперари. Воспитанный католиком, его отец позднее называл себя «беглецом из католической религии». Уотсон сказал: «Самое удачное, что когда-либо случалось со мной, было то, что мой отец не верил в Бога».
Уотсон вырос в южной части Чикаго, где посещал государственные школы, в том числе гимназию Хораса Манна (Horace Mann Grammar School) и Высшую Школу Саус Шор (South Shore High School).
В детстве отец Джеймса каждую пятницу водил его в библиотеку. Джеймс приносил оттуда две-три книги и прочитывал их в течение недели. Он очень любил русскую литературу, особенно романы Тургенева. Джеймс с детства отвергал религиозное мировоззрение.
Также, благодаря отцу, Джеймс был зачарован наблюдениями за жизнью птиц. В возрасте 12 лет Уотсон участвовал в популярной радиовикторине Quiz Kids для интеллектуальных молодых людей. Благодаря либеральной политике президента Чикагского университета Роберта Хатчинса он поступил в университет в возрасте 15 лет. Прочитав книгу Эрвина Шрёдингера «Что такое жизнь с точки зрения физики?», Уотсон изменил свои профессиональные интересы с изучения орнитологии на изучение генетики. В 1947 году получил степень бакалавра зоологии в Чикагском университете.
В своей автобиографии «Избегайте занудства» Уотсон описал Чикагский университет как «замечательное академическое учреждение, в котором ему прививали способность критически мыслить и не страдать от дураков, которые мешали поиску истины».
В 1947—1951 годах учился в магистратуре и аспирантуре Индианского университета в Блумингтоне. Под руководством итальянского учёного-рентгенолога Сальвадора Лурии написал диссертацию о воздействии рентгеновских лучей на размножение бактериофагов и стал в 1950 году доктором философии.
В 1951 году поступил в Кавендишскую лабораторию Кембриджского университета, где изучал структуру белков. Там познакомился с физиком Фрэнсисом Криком, который интересовался биологией.

### Фаговая группа
Первоначально Уотсон работал в молекулярной биологии под руководством Сальвадора Лурии. Впоследствии Лурия получил Нобелевскую премию 1969 года по физиологии и медицине за работу над экспериментом Лурии-Дельбрюк, которая была связана с характером генетических мутаций. Он работал с другими исследователями над вирусами, которые могут заражать бактерии, а именно бактериофагами. Он и Макс Дельбрюк были лидерами этой новой «Фаговой группы» — важного движения генетиков, занимавшихся применением экспериментальных систем, таких как Drosophila, к генетике микроорганизмов. В начале 1948 года Уотсон начал докторскую диссертацию (PhD) в лаборатории Лурии в Университете Индианы. Той весной он встретил Дельбрюка сначала в квартире Лурии и затем снова тем же летом во время первой поездки Уотсона в лабораторию Колд-Спринг-Харбор (CSHL).
Члены фаговой группы чувствовали, что они находятся на пути к обнаружению физической природы гена. В 1949 году Уотсон прослушал курс с Феликс Горовицем, который включал общепринятую точку зрения того времени, что гены — это белки, способные копировать себя. Другим важным молекулярным компонентом хромосом, ДНК, тогда широко считался «глупый тетрануклеотид», служащий лишь структурной роли для поддержки белков. Однако даже в то время Уотсон, находившийся под влиянием фаговой группы, знал об эксперименте Эйвери, Маклеода и Маккарти, которые предположили, что ДНК является генетической молекулой. Исследовательский проект Уотсона включал в себя использование рентгеновских лучей для инактивации бактериальных вирусов.
В сентябре 1950 года Уотсон отправился в Копенгагенский университет на год, сначала в лабораторию биохимика Германа Калькара. Он интересовался ферментативным синтезом нуклеиновых кислот, и хотел использовать вирусы в качестве экспериментальной системы. Однако Уотсон хотел исследовать структуру ДНК, и его интересы не совпадали с Калькаром. Проработав меньше года с Калькаром, Уотсон проработал остаток своего времени в Копенгагене с физиологом Оле Маало, впоследствии членом фаговой группы .
Эксперименты, о которых Уотсон узнал во время предыдущей летней конференции по фагам в Колд-Спринг-Харбор включали использование радиоактивного фосфата как метки для определения того, какие молекулярные компоненты вирусных частиц фактически инфицируют целевые бактерии во время вирусной инфекции. Целью было определить, является ли белок или ДНК генетическим материалом, однако после консультации с Максом Дельбрюком они поняли, что их результаты были неубедительными и не могли корректно идентифицировать вновь маркированные молекулы как ДНК. Уотсон никогда не развивал конструктивных отношений с Калькаром, но он сопровождал Калькара на встрече в Италии, где Морис Уилкинс рассказывал о своих данных по дифракции рентгеновских лучей для ДНК. После этого Уотсон был уверен, что ДНК имеет определённую молекулярную структуру, которая может быть выяснена.
В 1951 году химик Лайнус Полинг из Калифорнийского технологического института опубликовал свою модель аминокислотной альфа-спирали, что стало результатом исследований Полинга в области рентгеновской кристаллографии. После получения некоторых результатов о бактериофагах и других экспериментальных исследований, проведённых в Индианском университете, лаборатории Колд-Спрингс-Харбор (CSHL) и Калифорнийском технологическом институте, Уотсон теперь хотел научиться проводить рентгенографические эксперименты, чтобы работать над определением структуры ДНК. Тем летом Лурия встретил Джона Кендрю, который организовал новый исследовательский проект для Уотсона в Англии. В 1951 году Уотсон посетил Зоологическую станцию «Антон Дорн» в Неаполе.

### Идентификация Двойной спирали

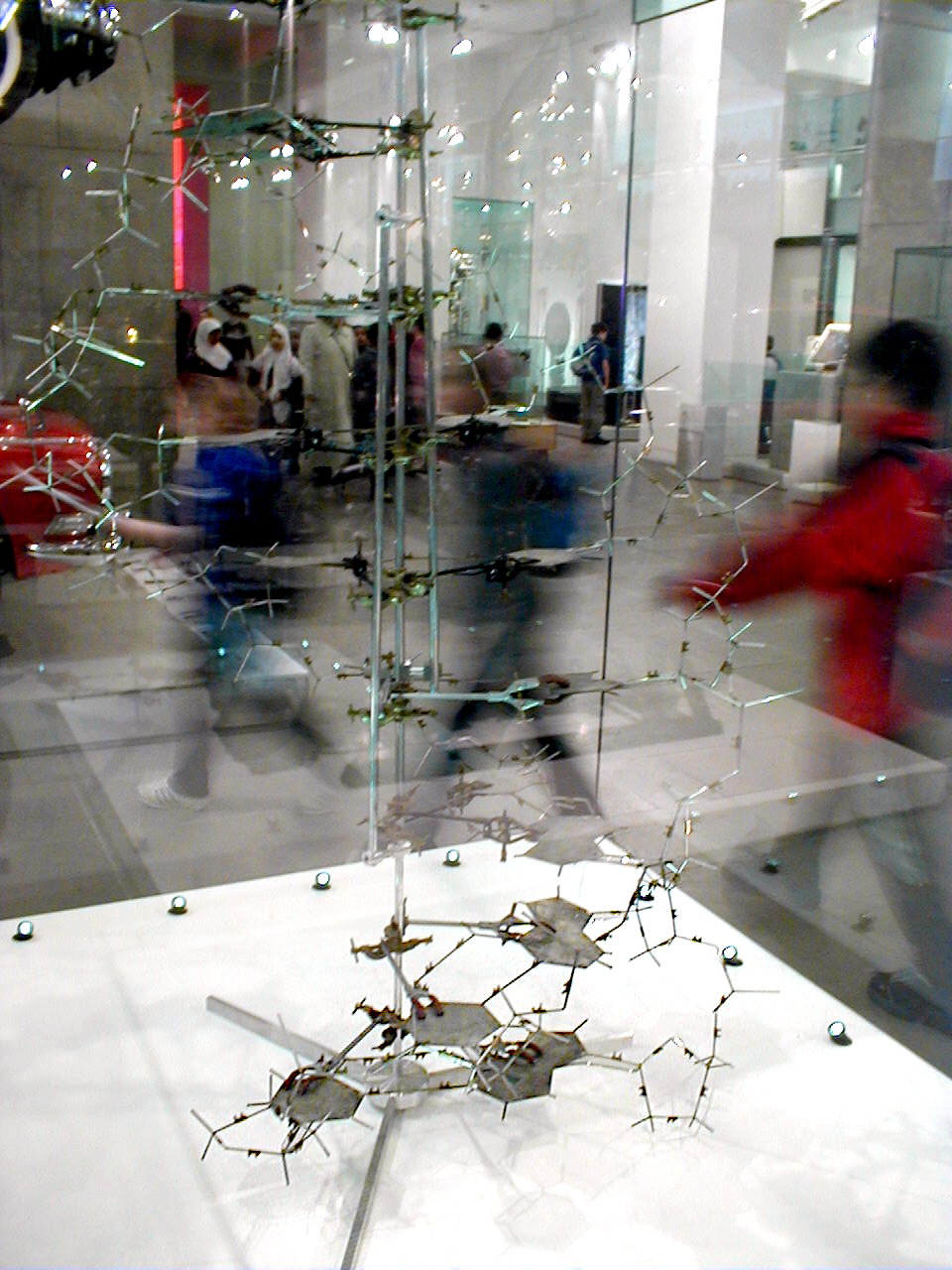
Модель ДНК Уотсона и Крика. Музей науки, Лондон

В 1952 году Уотсон и Крик стали работать над моделированием структуры ДНК. Используя правила Чаргаффа и рентгенограммы Розалинды Франклин и Мориса Уилкинса, в середине марта 1953 года Уотсон и Крик вывели структуру двойной спирали ДНК. Важным для их открытия были экспериментальные данные, собранные в Королевском колледже Лондона Розалиндой Франклин и Морисом Уилкинсом. Сэр Лоуренс Брэгг, директор лаборатории Кавендиша (где работал Уотсон и Крик) сделал оригинальное сообщение об этом на Сольвеевском конгрессе по белкам в Бельгии 8 апреля 1953 года, но не сообщил об этом прессе. Уотсон и Крик представили свою знаменитую статью в научном журнале Nature (опубликована 25 апреля 1953 года). Брэгг выступил с речью в Медицинской школе больницы Гая в Лондоне в четверг 14 мая 1953 года, в результате чего вышла статья Ритчи Колдера 15 мая 1953 года в лондонской газете «Хроника новостей» под названием «Почему ты это ты. Ближайшая тайна жизни». Позже Брэгг номинировал Крика, Уотсона и Уилкинса на Нобелевскую премию 1962 года по Физиологии и Медицине. Среди них была и Розалинда Франклин, чья фотография 51 доказывала, что ДНК — это молекула с двойной спиралью, а не с тройной как думал Полинг.
Сидней Бреннер, Джек Дуниц, Дороти Ходжкин, Лесли Орджел и Берилл М. Оутон были одними из первых людей в апреле 1953 года, увидевших модель структуры ДНК, построенную Уотсоном и Криком. В это время они работали на химическом факультете Оксфордского университета. Все были поражены новой моделью ДНК, особенно Бреннер, который впоследствии работал с Криком в Кембридже в Лаборатории Кавендиша и новой Лаборатории молекулярной биологии. По словам покойного Берилл Оутона, а позже и Риммера, все они отправились на двух машинах в Кембридж, после того как Дороти Ходжкин сказала, что они должны посмотреть на модель структуры ДНК.
Студенческая газета Кэмбриджского университета Varsity также опубликовала свою собственную короткую статью об открытии в субботу, 30 мая 1953 года. Позже Уотсон представил документ о двойной спиральной структуре ДНК на 18-м симпозиуме по вирусам Колд Спрингс Харбор в начале июня 1953 года, через шесть недель после публикации статьи Уотсона и Крика в Nature. Многие на встрече ещё не слышали об открытии. Симпозиум Cold Spring Harbor 1953 года был первой возможностью для многих увидеть модель двойной спирали ДНК.
Уотсон, Крик и Уилкинс были удостоены Нобелевской премии по физиологии и медицине в 1962 году за исследования структуры нуклеиновых кислот. Розалинда Франклин умерла в 1958 году и поэтому не имела права на выдвижение. Публикация двойной спиральной структуры ДНК может рассматриваться как поворотный момент в науке: человеческое понимание жизни коренным образом изменилось и началась современная эпоха биологии.

### Гарвардский университет
В 1956 году Уотсон вступил в должность в отделе биологии Гарвардского университета. Его работа в Гарварде была сосредоточена на РНК и её роли в передаче генетической информации. В Гарвардском университете Уотсон добился ряда академических успехов от степени ассистента профессора (assistant professor) до степени доцента (associate professor) и потом до полного профессора (full professor) биологии. Однако Уотсон утверждал, что после получения Нобелевской премии ему было отказано в повышении зарплаты на 1000 долларов.
Он отстаивал переход от школы классической биологии к школе молекулярной биологии, заявляя при этом что такие дисциплины, как экология, биология, таксономия, физиология и т. д., застопорились и могут прогрессировать только после того, как основные дисциплины молекулярной биологии и биохимии объяснили бы их, чтобы студенты не учили их.
Уотсон продолжал быть членом Гарвардского университета до 1976 года, хотя в 1968 году он возглавлял лабораторию Колд Спрингс Харбор.
Взгляды на научный вклад Уотсона в Гарварде несколько смешаны. Его самыми заметными достижениями за два десятилетия в Гарварде могут быть то, что он написал за это время несколько научных книг. В 1965 опубликовал книгу «Молекулярная биология гена», которая сразу стала очень популярной и использовалась университетами в качестве учебника. Это был первый учебник Уотсона и он установил новый стандарт для учебников, в частности, используя концептуальные колонки — краткие декларативные подзаголовки.
Его следующим учебником была «Молекулярная биология клетки», для работы над которой он руководил группой учёных-писателей. Его третий учебник «Рекомбинантная ДНК», в котором описывались способы, с помощью которых генная инженерия принесла много новой информации о том, как функционируют организмы. Учебники все ещё переиздаются.

### Публикация «Двойной спирали»
В 1968 году Уотсон написал книгу «Двойная спираль» ставшей номером семь в списке из 100 лучших книг по научной литературе по мнению Modern Library. В книге описывается болезненная история об открытии структуры ДНК, а также личностей, их конфликтов и споров, связанных с их работой. Первоначальным титулом Уотсона было «Честный Джим», в котором книга рассказывает об открытии двойной спирали с точки зрения Уотсона и включала многие его личные эмоциональные впечатления в то время. Некоторые споры окружали публикацию книги. Книга Уотсона первоначально была опубликована издательством Гарвардского университета, но Фрэнсис Крик и Морис Уилкинс возражали против этого. Университет Уотсона отказался от публикации, и книга была опубликована в коммерческих целях.

### Лаборатория Колд Спрингс Харбор
В 1968 году Уотсон стал директором лаборатории Колд Спрингс Харбор в штате Нью-Йорк. В период с 1970 по 1972 год родились два сына Уотсона, а к 1974 году молодая семья сделала постоянную резиденцию в Колд Спрингс Харбор. Уотсон занимал должность директора и президента лаборатории около 35 лет, а позже стал канцлером (Chancellor), а затем и почётным канцлером (Chancellor Emeritus).
Уотсон, на посту директора, президента и канцлера лаборатории Колд Спрингс Харбор, сформулировал свою сегодняшнюю миссию как «приверженность изучению молекулярной биологии и генетики в целях содействия пониманию и способности диагностировать и лечить раковые заболевания, неврологические заболевания и другие причины человеческих страданий». Лаборатория Колд Спрингс Харбор существенно расширила как свои исследования, так и свои образовательные программы в области науки под руководством Уотсона. Ему приписывают «превращение небольшого объекта в один из крупнейших исследовательских учреждений в мире. Инициируя программу изучения причин рака человека, учёные под его руководством внесли большой вклад в понимание генетической основы рака». В своих изречениях о достижениях Уотсона, Брюс Стиллман, президент лаборатории, сказал: «Джим Уотсон создал исследовательскую среду, которая не имеет аналогов в мире науки».
В октябре 2007 года Уотсон перестал быть директором лаборатории Колд Спрингс Харбор после критики его взглядов на генетические факторы, связанные с интеллектом, а через неделю, 25 октября, ушёл в отставку в возрасте 79 лет. Позже лаборатория называла его правление «почти 40 лет выдающейся службы». В своём заявлении Уотсон объяснил свой выход на пенсию своим возрастом и обстоятельствами, которые он никогда не мог предвидеть или пожелать.
В январе 2019 года Лаборатория отозвала все почётные звания и награды учёного, обвинив его в «расистских высказываниях», а именно в том, что он публично сделал утверждения о генетической обусловленности интеллектуальных различий между расами, а также о предполагаемой прирождённой генетической обусловленности появления склонности к гомосексуальности (так называемый ген гомосексуальности).

### Проект «Геном Человека»

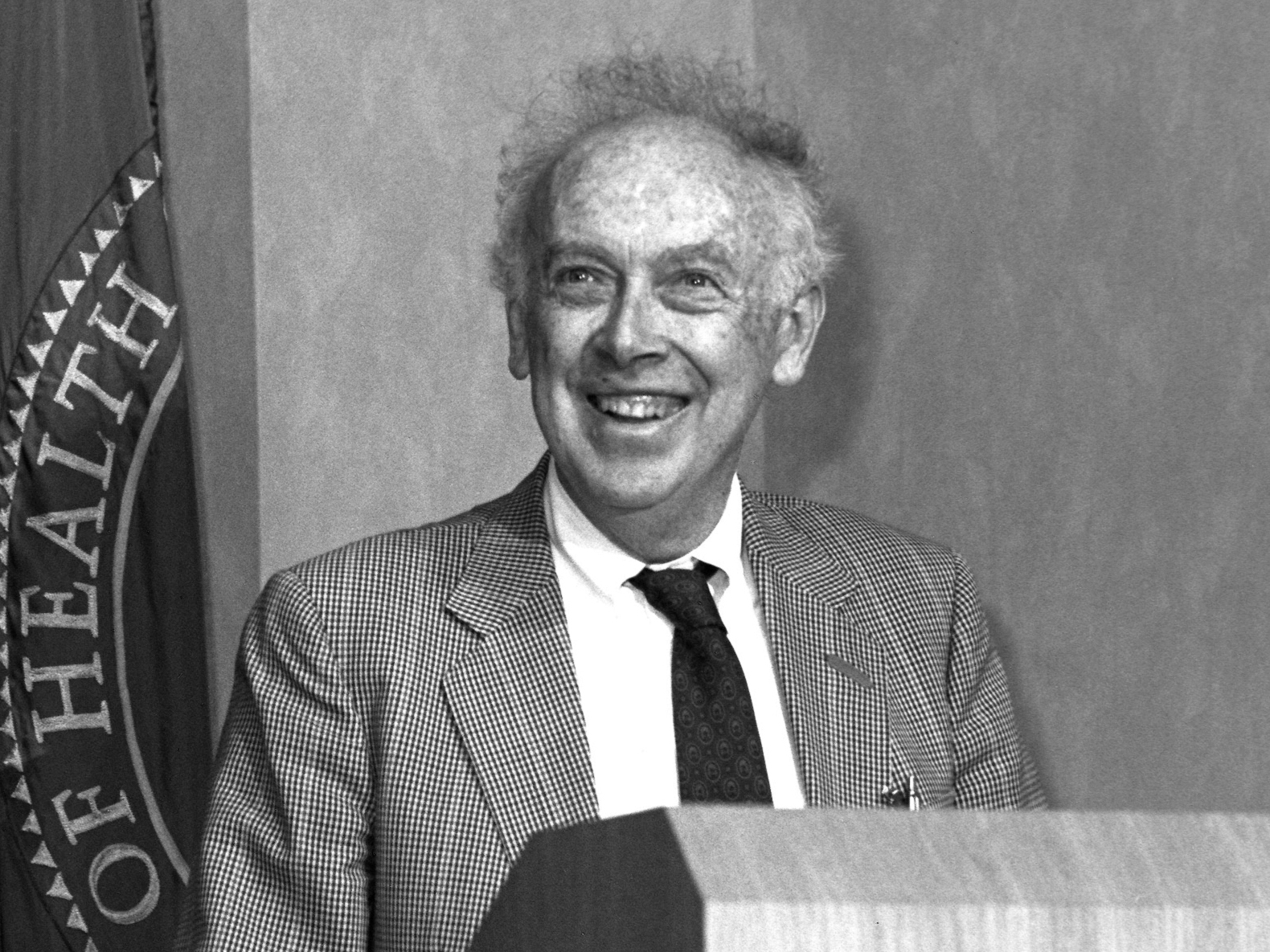
Уотсон в 1992 году

В 1990 году Уотсон был назначен главой проекта Геном Человека в Национальных институтах здоровья (NIH) по расшифровке последовательности человеческой ДНК. Занимал эту позицию до 10 апреля 1992 года. Уотсон покинул проект генома человека после конфликтов с новым директором NIH Бернадином Хили. Уотсон выступал против попыток Хили приобрести патенты на последовательности генов и любую собственность на «законы природы». За два года до того, как он ушёл из проекта генома человека, он высказал своё мнение по поводу этого долгого и продолжающегося спора, который он считал нелогичным препятствием для исследований. В частности, он сказал: «Народы мира должны понять, что геном человека принадлежит людям всего мира, а не конкретному народу». Он ушёл в течение недели после объявления, что NIH будет подавать заявки на патенты на кДНК, специфичные для мозга в 1992 году. (Вопрос о патентоспособности генов с тех пор был разрешён в США Верховным судом США, см Association for Molecular Pathology v. U.S. Patent and Trademark Office).
В 1994 году Уотсон стал президентом лаборатории Колд Спрингс Харбор. Фрэнсис Коллинз взял на себя роль директора проекта Геном Человека.
Уотсон — первый человек, чей геном полностью расшифрован. Исследование ДНК Джеймса Уотсона обнаружило замедленный вывод некоторых медицинских препаратов из организма и другие персональные особенности метаболизма, а также высокую концентрацию африканских и, в меньшей степени, азиатских генов. Позже было высказано мнение, что анализ генома содержал существенные ошибки.
В 2007 году Джеймс Уотсон стал вторым человеком, который опубликовал свой полностью секвенированный геном в Интернете после того, как он был секвенирован 31 мая 2007 года 454 Life Sciences Corporation в сотрудничестве с учёными из центра секвенирования геномов человека (Human Genome Sequencing Center), Медицинского колледжа Бейлора (Baylor College of Medicine). Уотсон цитировал слова: «Я размещаю свой геном в интернете, чтобы дать толчок развитию новой эпохи персонализированной медицины. В этой новой эпохе информация, содержащаяся в геноме будет помогать идентифицировать и предотвращать болезни, а также позволит создать персонализированные медицинские методы лечения».

### Роль оксидантов в болезнях
В 2014 году Уотсон опубликовал статью в журнале Lancet, в которой предполагалось, что биологические оксиданты могут играть иную роль, чем считалось ранее, и могут участвовать в диабете, деменции, сердечных заболеваниях и раке. Например, диабет второго типа появляется при окислении в организме, и ведёт к воспалению и убийству клеток поджелудочной железы. Уотсон считал, что корень причин этого воспаления бывает разным: «недостаток биологических оксидантов, не есть избыток», и подробно дискутировал на эту тему. Критика статьи была связана с тем, что идея не была ни новой, ни достойной заслуг, и что The Lancet опубликовал статью Уотсона только из-за его имени. Тем не менее, некоторые учёные выразили поддержку новой гипотезе и предложили, что её можно расширить до объяснения того, почему недостаток оксидантов может привести к раку и его прогрессированию.
Сейчас работает над поиском генов психических заболеваний.

## Полемика

### Использование результатов из Королевского Колледжа Лондона
Большой спор был вызван использованием Уотсоном и Криком данных рентгеновской дифракции ДНК, собранных Розалиндой Франклин и Раймондом Гослингом. Споры возросли ещё больше, когда выяснилось, что Уотсон и Крик использовали часть неопубликованных данных Розалинды Франклин по структуре ДНК без её согласия. Экспериментальные данные Франклин давали оценку содержания воды в кристаллах ДНК и говорили о том, что остатки сахаров и фосфатов выходят наружу молекулы. Франклин лично сказала Уотсону и Крику, что сахара и фосфаты должны выходить наружу, что очень важно. До этого Полинг, Уотсон и Крик считали, что ДНК содержит сахара внутри цепи, а нуклеотидные основания снаружи цепи. Определение пространственной группы симметрии для кристаллов ДНК говорило о том, что две цепочки ДНК антипараллельны.
Изображения рентгеновской дифракции, собранные Гослингом и Франклин, послужили лучшим доказательством спиральной природы ДНК. Экспериментальная работа Франклин оказалась чрезвычайно важной в открытии Уотсона и Крика. Уотсон и Крик имели три источника неопубликованных данных Франклин:
1. Её семинар 1951 года, в котором Уотсон принял участие.
2. Обсуждения с Уилкинсом, который работал в одной лаборатории с Франклин.
3. Отчёт о ходе исследований, который должен содействовать координации работ лабораторий Совета по медицинским исследованиям (MRC). Уотсон, Крик, Уилкинс и Франклин работали в лабораториях MRC.
До публикации структуры двойной спирали Уотсон и Крик мало взаимодействовали с Франклин. Крик и Уотсон чувствовали, что им удалось договориться с Уилкинсом. Они предложили ему соавторство в статье, где будет впервые описана структура двойной спирали ДНК. Уилкинс отклонил предложение, что привело к выводам о подтверждении экспериментальной работы, выполненной в Королевском Колледже и будущей опубликованной статье. Вместо того чтобы сделать кого-либо из исследователей ДНК соавтором в статье о двойной спирали Уотсона и Крика, было решено опубликовать ещё две статьи из Кингс-Колледжа вместе со статьёй о спиральной структуре ДНК.
Согласно словам одного критика, образ Франклин в «Двойной спирали» Уотсона (написанной после смерти Франклин, когда законы о клевете уже не применялись) был отрицательным и создавал впечатление, будто она была лишь помощницей Уилкинса и не могла интерпретировать свои собственные данные о ДНК. Последнее обвинение было необоснованным, так как сама Франклин сказала Уотсону и Крику, что фосфаты в спиральной структуре должны выходить наружу.
В своей книге «Двойная спираль» Уотсон описал запугивание Франклин, и то, что они не смогли установить конструктивное научное взаимодействие, когда Франклин исследовала ДНК. В эпилоге книги, написанном после смерти Франклин, Уотсон признаёт, что его ранние впечатления от Франклин часто были ошибочными, и что она как женщина в области науки столкнулась с огромными препятствиями, хотя её работа была превосходной, и ему потребовались годы, чтобы преодолеть все разногласия и верно оценить щедрость и честность Франклин.
Обзор рукописной переписки Франклин с Уотсоном из архивов CSHL показывает, что впоследствии они вели конструктивную научную переписку. Франклин консультировалась с Уотсоном об исследовании РНК вируса табачной мозаики. Письма Франклин начинались с дружеских приветствий «Дорогой Джим» и заканчивались такими же доброжелательными и уважительными прощаниями, как «С наилучшими пожеланиями, Ваша Розалинда». Каждый из учёных внёс свой собственный вклад в открытие структуры ДНК и опубликовал свои результаты в разных статьях в одном и том же томе журнала Nature. Эти статьи по молекулярной биологии впоследствии стали классическими статьями по структуре ДНК.

### Книга «Избегайте занудства»

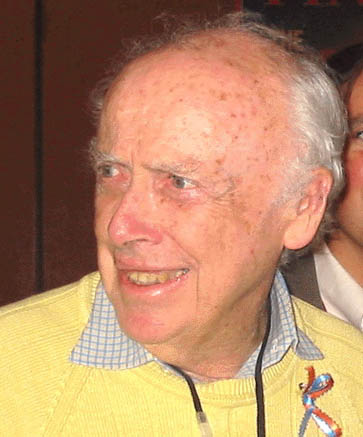
Уотсон в 2003 году

В 2007 году Джеймс Уотсон написал книгу «Избегайте занудства». В ней описывается весь его жизненный путь, с детства и до сегодняшних дней.
В своих мемуарах «Избегайте занудства: уроки из жизни в науке» Уотсон описывал своих академических коллег как «динозавров» (dinosaurs), «бездельников» (deadbeats), «предков» (fossils), «утративших новизну» (has-beens), «посредственных» (mediocre) и «банальных» (vapid). Стив Шапин в журнале Harvard Magazine отметил, что Уотсон написал явно не «Книгу манер», рассказывая о навыках, необходимых в карьере учёного. Также он писал, что Уотсон был известен тем, что агрессивно преследовал свои цели в университете. Уилсон однажды назвал Уотсона «самым неприятным человеком, которого он когда-либо встречал», но в более позднем телевизионном интервью сказал, что он считает, что они стали друзьями и их соперничество в Гарварде уже в прошлом (когда они конкурировали за финансирование в соответствующих областях).
В эпилоге мемуаров «Избегайте занудства» Уотсон атакует и защищает бывшего президента Гарвардского университета Лоуренса Саммерса, ушедшего в отставку в 2006 году из-за своего замечания о женщинах и науке. Уотсон также заявлял в эпилоге: «Каждый, кто хочет действительно понять, почему количество мужчин и женщин в науке разное, должен как минимум принять во внимание то, в какой мере на это влияет природа, хотя и очевидно, что также важны воспитание и обучение».

### Обвинения в ксенофобии
Уотсон постоянно поддерживает генетический скрининг и генную инженерию в отношении человека в публичных лекциях и интервью, доказывая, в частности, что глупость — это болезнь, и что 10 % «самых глупых» людей надо лечить. Он также предположил, что красота может быть создана генетической инженерией, заявив:

Некоторые говорят, что если мы сделаем всех девушек симпатичными, это будет ужасно. Я думаю, это было бы великолепно.
Оригинальный текст (англ.)People say it would be terrible if we made all girls pretty. I think it would be great.

Газета The Sunday Telegraph процитировала его интервью:

Если бы можно было найти ген, отвечающий за сексуальную ориентацию, и какая-нибудь женщина решила бы, что не хочет иметь гомосексуального ребёнка, — что же, ну и пусть.
Оригинальный текст (англ.)If you could find the gene which determines sexuality and a woman decides she doesn't want a homosexual child, well, let her.

По поводу ожирения, Уотсон также высказывался в интервью:

Когда вы как работодатель проводите собеседование с жирным человеком, вы всегда чувствуете себя неловко, потому что знаете, что не собираетесь брать его на работу.
Оригинальный текст (англ.)Whenever you interview fat people, you feel bad, because you know you're not going to hire them.

В своём выступлении на конференции в 2000 году Уотсон предположил существование связи между цветом кожи и половым влечением, высказав гипотезу, что у темнокожих людей либидо сильнее.
В 2007 году Уотсон был вынужден уйти с поста главы лаборатории Колд-Спринг-Харбор в Лонг-Айленде, Нью-Йорк, и был выведен из состава её совета директоров после того, как следующие его слова процитировала Times:

Я, вообще-то, вижу мрачные перспективы для Африки, потому что вся наша социальная политика строится на допущении факта, что у них уровень интеллекта такой же, как у нас — тогда как все исследования говорят, что это не так.

В связи с нарушением политкорректности и из-за публичных споров 18 октября 2007 года Совет Попечителей (Board of Trustees) в лаборатории Cold Spring Harbor приостановил административные обязанности Уотсона. 19 октября Уотсон извинился. 25 октября он ушёл с поста канцлера лаборатории Колд-Спринг-Харбор в Лонг-Айленде, Нью-Йорк, и был выведен из состава её совета директоров. В 2008 году Уотсон был назначен канцлером почётного члена CSHL. С 2009 года он продолжает консультировать и руководить проектной работой в лаборатории. В документальном фильме BBC в 2008 году Уотсон сказал: «Я никогда не думал о себе как о расисте. Я не считаю себя расистом. Я огорчён этим. Это было самое худшее в моей жизни». Nature в то время говорила о том, что его замечания были «за гранью», но пожелала, чтобы тур не был отменён, тогда Уотсон лично встретится со своими критиками и состоится научная дискуссия по этому вопросу.
У Уотсона было довольно много разногласий с Крейгом Вентером относительно использования фрагментов маркёрных экспрессируемых последовательностей (EST), когда Вентер работал в Национальных институтах здравоохранения США. Вентер продолжил поиски генома в Celera Corporation и продолжил свою вражду с Уотсоном. Уотсон даже цитировал звание Вентера как «Гитлер».
В 2019 году Джеймс Уотсон был лишён почётных званий после того, как он в очередной раз повторил свои утверждения о связи уровня интеллекта с расовым происхождением в документальном фильме, показанном на американском канале PBS.

## Известные ученики
Некоторые из бывших студентов Уотсона впоследствии стали известными учёными, в том числе Марио Капекки, Боб Хорвиц, Питер Б. Мур и Джоан Штейт. Помимо многочисленных аспирантов, Уотсон также руководил постдокторантами и другими стажёрами, включая Эвана Бирни, Рональда У. Дэвиса, Филлипа Аллена Шарпа (postdoc), Джона Тоозе (postdoc) и Ричарда Дж. Робертса (postdoc).

## Общественная и политическая деятельность
Во время своего пребывания на посту профессора в Гарварде Уотсон участвовал в нескольких политических протестах:
- Вьетнамская война. Уотсон подписал петицию совместно с 12 преподавателями кафедры Биохимии и Молекулярной Биологии, включая одного Нобелевского лауреата, о немедленном выводе американских войск из Вьетнама[83].
- Распространение ядерного оружия и охрана окружающей среды. В тридцатую годовщину бомбардировки Хиросимы в 1975 году Уотсон с более чем 2000 учёными и инженерами высказался против распространения ядерного оружия президенту Форду. Немаловажную роль сыграло отсутствие проверенного метода окончательной утилизации радиоактивных отходов. Поэтому авторы декларации считали распространение ядерных установок серьёзной угрозой для американских свобод и международной безопасности, поскольку, по их словам, процедуры защиты неадекватны для предотвращения террористических краж промышленного реакторного плутония[84].
- В 1992 году подписал «Предупреждение человечеству»[85].
- В 2007 году Уотсон сказал: «Я повернулся против левых политиков, потому что они не любят генетику, так как генетика подразумевает, что иногда в жизни мы терпим неудачу из-за того, что у нас плохие гены. Они хотят, чтобы всякие неудачи в жизни были вызваны злой системой»[86].
- В 2016 году подписал письмо с призывом к Greenpeace, Организации Объединённых Наций и правительствам всего мира прекратить борьбу с генетически модифицированными организмами (ГМО)[87][88][89].
- В 2003 году он был одним из 22 Нобелевских лауреатов, кто подписал Третий гуманистический манифест[90].

## Личная жизнь
Уотсон является атеистом. Уотсон женился на Элизабет Льюис в 1968 году. В их семье двое сыновей: Руфус Роберт Уотсон (родился в 1970) и Данкан Джеймс Уотсон (родился в 1972). Иногда Уотсон рассказывает о том, что его сын страдает шизофренией, стремясь тем самым поощрить прогресс в понимании и лечении психических заболеваний путём определения того, какой вклад генетика вносит в это заболевание.

## Почести и награды

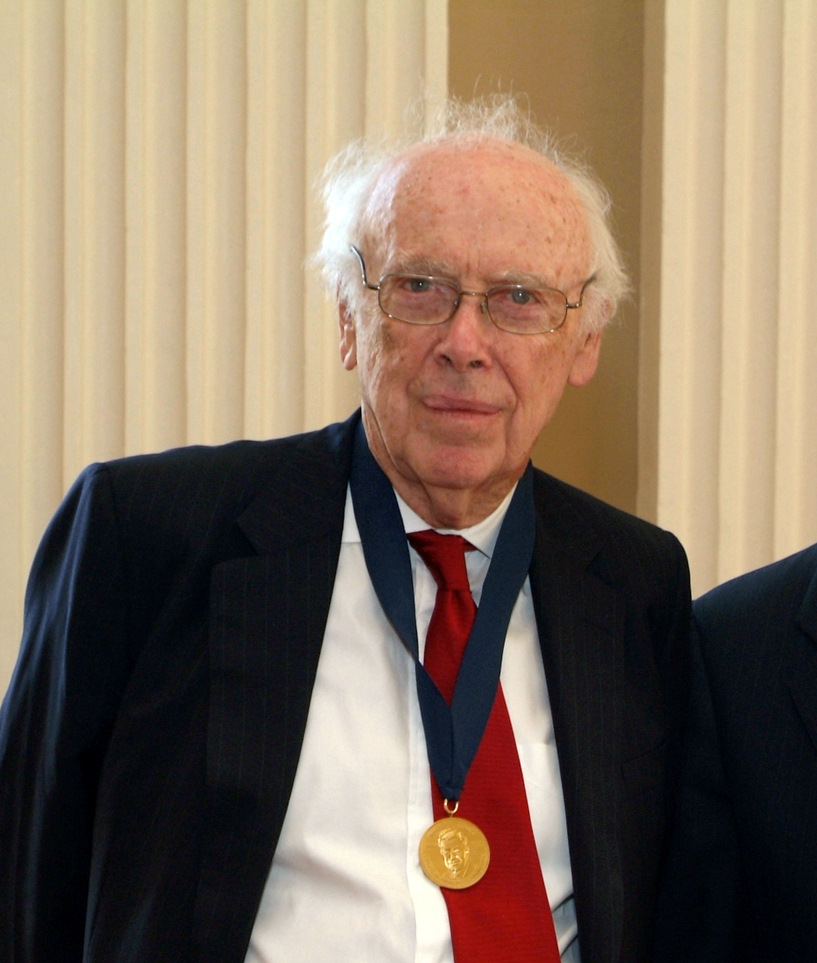
Джеймс Уотсон с золотой медалью Отмера в 2005 году

### Награды
- 1960 — премия Эли Лилли в области биологической химии[англ.] (Eli Lilly Award in biological chemistry)
- 1960 — Премия Альберта Ласкера за фундаментальные медицинские исследования, «For revealing the structure of the DNA molecule».[92]
- 1962 — Нобелевская премия по физиологии или медицине, «За открытия, касающиеся молекулярной структуры нуклеиновых кислот и их значения для передачи информации в живых системах».
- 1965 — Стипендия Гуггенхайма[93]
- 1971 — Премия Джона Карти в области молекулярной биологии от Национальной Академии наук
- 1977 — Президентская медаль Свободы
- 1983 — Стипендия Гуггенхайма
- 1992 — Награда Чарльза А. Даны[94]
- 1993 — Медаль Копли, «In recognition of his tireless pursuit of DNA, from the elucidation of its structure to the social and medical implications of the sequencing of the human genome».
- 1994 — Большая золотая медаль имени М. В. Ломоносова, «за выдающиеся достижения в области молекулярной биологии».
- 1997 — Национальная научная медаль США, «For five decades of scientific and intellectual leadership in molecular biology, ranging from his co-discovery of the double helical structure of DNA to the launching of the Human Genome Project».
- 1998 — Медаль выпускников Чикагского университета
- 2000 — Филадельфийская медаль Свободы
- 2000 — Медаль Менделя[95]
- 2000 — Премия Университетского колледжа Лондона
- 2001 — Медаль Бенджамина Франклина (Американское философское общество)[нем.]
- 2002 — Международная премия Гайрднера
- 2002 — Рыцарь-Командор Ордена Британской империи
- 2004 — Лотос Клуб Медаль заслуги
- 2005 — Золотая медаль Отмера[англ.] (Othmer Gold Medal)
- 2008 — Медаль двойной спирали Лаборатории Колд Спрингс Харбор[96]
- 2008 — Медаль университета Стони Брука в Нью-Йорке — Награда молодому исследователю
- 2011 — Зал славы ирландцев в Америки[англ.] (Irish America Hall of Fame)
- Премия Хелда (Heald Award)
- Премия имени Джона Коллинза Уоррена Массачусетской больницы общего профиля в Бостоне
- Награда Фонда Каула за выдающиеся достижения (Kaul Foundation Award for Excellence)
- Национальная премия в области биотехнологии (National Biotechnology Venture Award)
- Приз исследовательской корпорации (Research Corporation Prize)

### Почётные степени
- 1961 — Доктор естественных наук (DSc) — Чикагский Университет
- 1963 — Доктор естественных наук (DSc) — Индианский Университет
- 1965 — Доктор Права (LLD) — Университет Нотр-Дама
- 1970 — Доктор естественных наук (DSc) — Университет Лонг-Айлэнда[англ.]
- 1972 — Доктор естественных наук (DSc) — Университет Адельфи[англ.]
- 1973 — Доктор естественных наук (DSc) — Брандейский университет
- 1974 — Доктор естественных наук (DSc) — Колледж медицины имени Альберта Эйнштейна[англ.]
- 1976 — Доктор естественных наук (DSc) — Университет Хофстра
- 1978 — Доктор естественных наук (DSc) — Гарвардский университет
- 1980 — Доктор естественных наук (DSc) — Рокфеллеровский университет
- 1981 — Доктор естественных наук (DSc) — Технологический колледж Кларксона
- 1983 — Доктор естественных наук (DSc) — Государственный колледж Фармингдейла
- 1986 — Доктор медицинских наук — Университет Буэнос-Айреса
- 1988 — Доктор естественных наук (DSc) — Ратгерский университет
- 1991 — Доктор естественных наук (DSc) — Бард-колледж
- 1993 — Доктор естественных наук (DSc) — Стелленбосский университет
- 1993 — Доктор естественных наук (DSc) — Фэрфилдский университет
- 1993 — Доктор естественных наук (DSc) — Кэмбриджский университет
- 1998 — Почётный доктор наук (DrHC) — Карлов университет
- 2001 — Доктор естественных наук — Дублинский университет[97]

### Профессиональные и почётные членства
- Американская академия искусств и наук
- Американская ассоциация исследования рака
- Американское философское общество
- Американское общество биохимиков
- Член читального клуба, Лондон[англ.] (Athenaeum Club, London)
- Почётный член Гастингс-Центра, независимого исследовательского института биоэтики[98]
- Почётный член Клэр-колледжа[99]
- Датская академия искусств и наук
- Член Национальной академии наук США (1962)[100]
- Оксфордский университет, приглашённый профессор
- Член Европейской Организации Молекулярной Биологии (EMBO) с 1985
- Иностранный член Лондонского королевского общества (1981)[101]
- Иностранный член Академии наук СССР (1988[102]; с 1991 — Российской академии наук)
- Член международной академии наук в Мюнхене[103]
- Бывший член Совета директоров United Biomedical, Inc.[104]
- Был главой совещательного органа научного совета Фонда Шампалимо[105][106]
- Был советником Алленского института проблем мозга[107][108]

## Джеймс Уотсон и Россия
4 декабря 2014 года российский миллиардер Алишер Усманов на нью-йоркском аукционе Christie’s приобрёл за 4,1 миллиона долларов нобелевскую медаль Уотсона (ранее выставленную учёным с целью пожертвования денег с её продажи для нужд университета) и вернул её учёному, на что тот ответил:

Я глубоко тронут этим жестом, который показывает его высокую оценку моей деятельности после открытия структуры ДНК, посвящённую исследованиям в области раковых заболеваний.

17 июня 2015 года в здании Российской академии наук награда была возвращена Джеймсу Уотсону.
В 2008 году приезжал в Москву, где выступал с публичной лекцией в Московском государственном университете; был удостоен титула почётного доктора университета. Сергей Капица, который во время этого визита взял у него интервью, назвал его «несомненно самым выдающимся учёным нашего времени».

## Книги
- Уотсон, Джеймс Д. Двойная спираль : Воспоминания об открытии структуры ДНК : [Пер. с англ.: Брухнов, М. ; Иорданский, А.] = Watson, James D. The Double Helix: A Personal Account of the Discovery of the Structure of DNA. New York: Atheneum, 1968. — М. : Мир, 1969. — 152 с. : ил. — ББК Е04.
- Уотсон, Дж. Избегайте занудства. Уроки жизни, прожитой в науке. [Пер. с англ. П. Петрова.] — М.: Астрель; Corpus, 2010. — 463 с. ISBN 978-5-271-26619-5
- Уотсон, Дж. ДНК. История Генетической Революции. [Пер. с англ. А. Пасечника.] — М.: Питер, 2019. — 512 c. ISBN 978-5-4461-0549-6